# Карасо (Бургос)
Карасо (ісп. Carazo) — муніципалітет в Іспанії, у складі автономної спільноти Кастилія-і-Леон, у провінції Бургос. Населення — 46 осіб (2010).
Муніципалітет розташований на відстані близько 170 км на північ від Мадрида, 50 км на південний схід від Бургоса.

## Демографія
Динаміка населення (INE ):